# Ruch dla przyszłości Curaçao
Ruch dla przyszłości Curaçao – partia polityczna działająca w Curaçao. Założona została w 2010 roku przez Gerrita Schotta. Na obecną chwilę posiada 5 z 21 miejsc w Radzie Curaçao.
Partia weszła do rady wyspy po wyborach 27 sierpnia 2010 r. Jako druga siła polityczna, zdobywając 5 mandatów. Jej lider, Gerrit Schotte, został pierwszym w historii premierem Curaçao. W 2017 premierem został Gilmar Pisas, jeden z członków partii.
W kwietniu 2017 r. Lider partii, Gerrit Schotte, oświadczył, że chce uzyskać niepodległość dla Curaçao.
| Rok  | Lider          | Liczba Głosów | Liczba Mandatów |
| ---- | -------------- | ------------- | --------------- |
| 2010 | Gerrit Schotte | 18450         | 5               |
| 2016 | Gerrit Schotte | 12671         | 4               |
| 2017 | Gerrit Schotte | 15710         | 5               |